# Jacob E. Smart

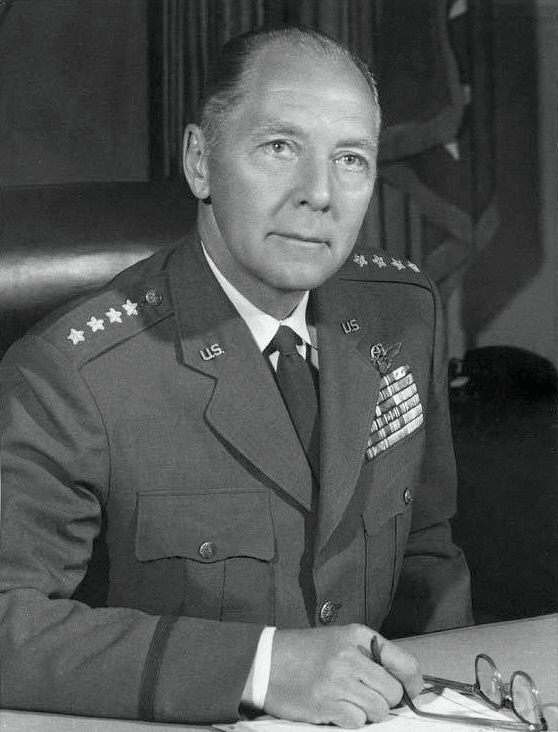
Jacob E. Smart

Jacob Edward Smart (* 31. Mai 1909 in Ridgeland, Jasper County, South Carolina; † 12. November 2006 ebenda) war ein General der United States Air Force. Er war unter anderem Kommandeur der Pacific Air Forces.
Jacob Smart besuchte öffentliche Schulen in South Carolina und Georgia und das Marion Military Institute in Marion in Alabama. In den Jahren 1927 bis 1931 durchlief er die United States Military Academy in West Point. Nach seiner Graduation wurde er als Leutnant dem United States Army Air Corps zugeteilt. In der Armee bzw. ab 1947 der Luftwaffe durchlief er anschließend alle Offiziersränge vom Leutnant bis zum Vier-Sterne-General.
Im Lauf seiner militärischen Karriere absolvierte Jacob Smart verschiedene Kurse und Schulungen. Dazu gehörten unter anderem eine Ausbildung zum Kampfpiloten an der Advanced Flying School und weitere Fortbildungskurse als Pilot neuer Flugzeugtypen, das Army-Navy Staff College und das National War College.
In den 1930er Jahren war er an verschiedenen Standorten als Pilot, Stabsoffizier oder Flugausbilder stationiert. Zum Zeitpunkt des amerikanischen Eintritts in den Zweiten Weltkrieg leitete er als Oberst die Abteilung für Flugausbildung im Hauptquartier der erst wenige Monate zuvor gegründeten United States Army Air Forces. Dabei handelt es sich um die Nachfolgeorganisation des Army Air Corps.
Seit Juli 1942 gehörte Smart zum Stab von General Henry H. Arnold, dem Kommandeur der Army Air Forces. Dabei war er an den Planungen zur Invasion der alliierten Streitkräfte in Europa beteiligt. Im Jahr 1943 war Smart Mitglied der amerikanischen Delegation auf der Casablanca-Konferenz. Im weiteren Verlauf des Jahres 1943 wurde er zum IX Bomber Command, der späteren 19th Air Division, versetzt. Dort plante er die Operation Tidal Wave, die Bombardierung von Ölfeldern in Rumänien, die den deutschen Truppen als wichtige Treibstoffquelle dienten.
Daran schloss sich sein Studium am Army-Navy Staff College an, das er im Februar 1944 abschloss. Es folgte eine Versetzung zur 15. Luftflotte, die im Mittelmeerraum aktiv war. Smart kommandierte dabei die 97. Bombergruppe (97th Bomb Group) und flog selbst Einsätze über feindliche Gebiete. Bei einem Angriff am 10. Mai 1944 auf Flugzeugwerke bei Wiener Neustadt in Österreich, das damals zu Deutschland gehörte, wurde sein Flugzeug abgeschossen. Jacob Smart wurde dabei verletzt konnte sich aber mit dem Fallschirm retten. Er wurde von deutschen Soldaten festgenommen und in Kriegsgefangenschaft gebracht. Dort versuchten die Deutschen erfolglos in Verhören ihm Geheimnisse der alliierten Planungen für den weiteren Kriegsverlauf zu entlocken. Für den Rest des Krieges in Europa blieb Smart in deutscher Kriegsgefangenschaft. Am 29. April 1945 wurde er von vorrückenden amerikanischen Truppen befreit.
Nach seiner Rückkehr in die Vereinigten Staaten gehörte Smart wieder zum Stab von General Arnold. Im Jahr 1947 wurde er in die neugegründete United States Air Force übernommen. Im Juni 1950 absolvierte er das National War College. Es folgte eine Versetzung zur Stewart Air Force Base im Bundesstaat New York, wo er das Kommando über die 32nd Air Division übernahm. Später wurde er stellvertretender Kommandeur der Eastern Air Defense Force.
Während des Koreakriegs war Jacob Smart Stabsoffizier bei der amerikanischen Luftwaffe für den Fernen Osten (Far East Air Force). Dort leitete er deren Abteilung für Operationen. Trotzdem flog er gelegentlich auch militärische Einsätze über Korea, wobei er erneut verwundet wurde. Im Juni 1955 kehrte er in die Vereinigten Staaten zurück und wurde Stabsoffizier im Hauptquartier der Luftwaffe. Danach kommandierte er die 12. Luftflotte (Twelfth Air Force). Anfang Januar 1960 wurde er auf der Langley Air Force Base in Virginia stellvertretender Kommandeur des Tactical Air Commands.
In den Jahren 1961 bis 1963 kommandierte Jacob Smart die amerikanischen Streitkräfte in Japan (Commander U.S. Forces in Japan) und die dort stationierte 5. Luftflotte. Am 5. Juni 1963 erfolgte seine Beförderung zum Vier-Sterne-General. Es folgte eine Versetzung zur Hickam Air Force Base auf Hawaii. Dort übernahm er am 1. August 1963 als Nachfolger von Emmett O’Donnell Jr. das Kommando über die Pacific Air Forces. Dieses Kommando bekleidete er bis zum 1. August 1964 als Hunter Harris Jr. seine Nachfolge antrat. Anschließend wurde er nach Saint-Germain-en-Laye in Frankreich versetzt, wo sich damals noch das Hauptquartier von EUCOM befand. Smart war zwischen August 1964 und Juli 1966 stellvertretender Kommandeur dieses Kommandos. Anschließend schied er aus dem aktiven Militärdienst aus.
Nach seiner Pensionierung war Jacob Smart für einige Jahre bei der NASA tätig. Danach zog er in seine Heimatstadt Ridgeland in South Carolina zurück. Der seit 1932 mit Agnes Elizabeth Gohmert (1915–2011) verheiratete Offizier starb am 12. November 2006 und wurde auf dem Friedhof von Ridgeland beigesetzt.

## Orden und Auszeichnungen
Jacob Smart erhielt im Lauf seiner militärischen Laufbahn unter anderem folgende Auszeichnungen:
- Distinguished Service Cross
- Army Distinguished Service Medal
- Air Force Distinguished Service Medal
- Legion of Merit
- Distinguished Flying Cross
- Air Medal
- Purple Heart
- Army Commendation Medal
- Prisoner of War Medal
- American Defense Service Medal
- American Campaign Medal
- Asiatic-Pacific Campaign Medal
- European-African-Middle Eastern Campaign Medal
- World War II Victory Medal
- National Defense Service Medal
- Korean Service Medal
- Order of the British Empire (Großbritannien)
- Order of Military Merit (Südkorea)
- United Nations Service Medal Korea (UNO)
- Korean War Service Medal (Südkorea)